# أمين بنور
أمين بنور (مواليد 21 فبراير 1990) لاعب كرة يد تونسي يلعب سعودي لصالح نادي مضر السعودي ويمثل منتخب تونس.
شارك مع منتخب تونس في أولمبياد لندن 2012 ،  وساهم في وصول المنتخب للدور ربع النهائي.أستطاع احراز 42 هدف في 5 مباريات مع نادي مضر في بطولة سوبر غلوب 2012.

## روابط خارجية
- أمين بنور على موقع الاتحاد الأوروبي لكرة اليد (الإنجليزية)
- أمين بنور على موقع الاتحاد الفرنسي لكرة اليد (الفرنسية)
- أمين بنور على موقع أوليمبيديا (الإنجليزية)